# Sergio Sestelo Guijarro
Sergio Sestelo Guijarro (Madrid, 19 d'agost de 1978) és un exfutbolista madrileny, que ocupava la posició de davanter.

## Trajectòria
Va començar a destacar al filial del Reial Madrid. El 2002 fitxa pel CD Numancia, on romandria tres anys. Al conjunt sorià, la seua aportació aniria de més a menys, i a la seua darrera temporada a l'esquadra castellana, que acabava de pujar a primera divisió, només apareix en tres ocasions.
La carrera del davanter va prosseguir per equips de Segona B: AD Ceuta (2005), SD Huesca (05/06), Vila-Joiosa CF (06/07), San Sebastián de los Reyes (07/08), CD Linares (08/09) i Compostela (09/...).